# Ruda nad Moravou (zámek)
Zámek v Rudě nad Moravou leží asi 8 km západně od Šumperka v severozápadní části Moravy. Nachází se v jižní části stejnojmenné obce.

## Historie
Někdy kolem roku 1310 se jméno Ruda nad Moravou poprvé objevuje v listinných pramenech a je úzce spojena s zábřežským panstvím, které ve 14. století náleželo pánům ze Šternberka, v 15. století pánům z Kravař a později Tunklům. Od počátku 16. století pánům z Boskovic. V roce 1597 - po smrti Jana Šembery z Boskovic - strýce Ladislava Velena ze Žerotína a na Břeclavi (7. prosinec 1579, Břeclav – 3. duben 1638, Poznaň, Polsko), coby hlavního dědice celého boskovického majetku, prodávají jeho poručníci, ve snaze zachránit podstatnou část zadluženého obrovského zábřežského dominia, jeho severní část s Rudou a dalšími vesnicemi (od Olšan až po Bílou Vodu) Velenovu vzdálenému příbuznému – Janu mladšímu ze Žerotína (1555–1608) držícího tou dobou Šumperk a Velké Losiny. Jan mladší ze Žerotína pak obratem přenechává tento majetek svému synovi Bernartovi (†1614), který se stává prvním majitelem nového západomoravského panství.
Ten si pak zvolil Rudu nad Moravou za své sídlo a po roce 1600 započal s rozsáhlou rekonstrukcí zámku. Základní stavba byla dokončena v roce 1610 - dle letopočtu uvedeného na arkýři vedle hlavní brány, spolu znaky jeho manželky Sibyly Libštejnské z Kolovrat, a se znaky stavebníka.[rozpor]
Krátce po dokončení přestavby po roce 1616 zavítal na zámek ze svého moravskotřebovského sídla jeho nový držitel Ladislav Velen s rodinou a celým dvorem. Později pak připsal polovinu rudského panství své druhé manželce Elišce Alžbětě z Thurnů († 1622), neteř Jindřicha Matyáše Thurna. Zde také hostil svého tehdejšího přítele Karla z Lichtenštejna, který se poté v pobělohorském období zmocnil celého majetku. Ladislav Velen byl odsouzen jako vojenský vůdce vzbouřených moravských stavů k trestu smrti. Uchýlil se do emigrace, jeho jméno bylo přibito na šibenici a veškeré statky zkonfiskovány. Rudský zámek se stal posledním útočištěm jeho choti, která zde dožila. Po Alžbětině smrti se sem dočasně přestěhovala i část Velenových uměleckých sbírek a zařízení ze zámku v Moravské Třebové. Cenu těchto klenotů a zařízení, které pak získal císař Ferdinand II. Štýrský, odhadl Velenův syn Bartoloměj ze Žerotína († 1644) na 250.000 zlatých. Ostatní zařízení s celým zámkem a panstvím získal od císaře v roce 1622 právě Karel I. z Lichtenštejna.
Ladislav Velen ze Žerotína se v roce 1627 vrátil na rudský zámek ještě jedenkrát – tentokráte s dánskými vojsky. Po jejich porážce však musel Moravu ještě tentýž rok opustit natrvalo. Jeho syn Bartoloměj se v letech 1637–1638 marně pokoušel získat panství zpět. Lichtenštejnové si díky své moci získané majetky udrželi.
Novým držitelům panství sloužil zámek pouze jako sídlo hospodářské správy a většinu cenného vnitřního zařízení odvezli na jiná svá sídla. V roce 1643 se zámku dočasně zmocnili Švédové a dle záznamů hejtmana Valentina Gabriela zničili a odvezli vše cenné. Vlivem centralizace lichtenštejnské správy v průběhu 18. století a 19. století klesal i význam zdejšího vrchnostenského úřadu.

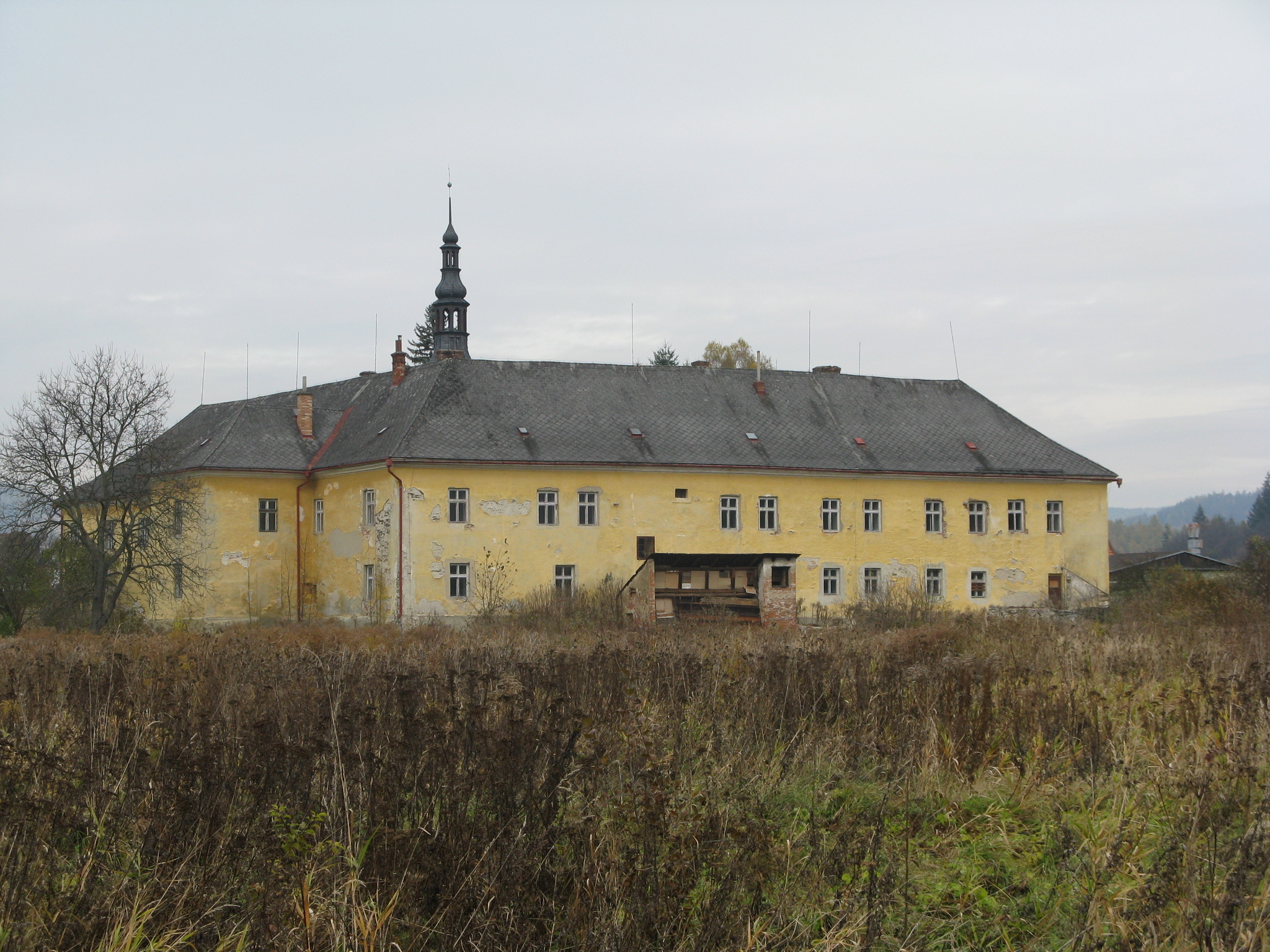
Zámek Ruda nad Moravou-pohled od J

### Architektura
Přestavbou vyrostla na okraji vsi čtyřkřídlá téměř čtvercová zámecká budova kolem vnitřního zámeckého nádvoří. Na JZ straně je jednoduché průčelí s velkým vjezdem do zámku, zdobeným bosovaným ostěním s římsou, na které byly později umístěny velké plastické erby pobělohorských držitelů – Lichtenštejnů.
Vlevo od vchodu je na úrovni prvního patra zdobný renesanční půlkruhový arkýř na jehlancové podložce a krytý stříškou. Sgrafitová rustika průčelí s arkýřem pak prozrazují renesanční původ zámku.
Nad valbovou střechou se nad průčelím zvedá úzká čtyřboká věž doplněná zdvojenou bání, zakončená lucernou a opatřená v r. 1890 věžními hodinami. Prostý vnější vzhled zámku kontrastuje s jeho dvorní částí. Ta dominuje otevřenými jednopatrovými arkádami, nesenými v přízemí čtyřbokými pilíři. V patře pak toskánskými sloupy z maletínského pískovce, jako v případě moravskotřebovského zámku, a které obklopují dvůr ze všech stran. Ochozy arkád jsou zaklenuty křížovou klenbou a stejně jako v přízemních místnostech. V patře jsou však stropy ploché.
Ladislava Velena ze Žerotína v roce 1614 zámek dostavuje na konečnou podobu. Přestavbu rudského sídla prováděli italští stavitelé jako např. Balcar Vlach, kteří zde žili již několik generací. Šlo o příslušníky stavební huti, která prováděla rovněž přestavbu velkolosinského zámku. V letech 1615 až 1616 pak byla dokončena i jeho vnitřní dostavba (kachlová kamna, nátěry sloupů arkád, malby komnat a osazování oken).
Další přestavba zámku proběhla až za lichtenštejnů v polovině 18. století. Kníže Josef Václav z Lichtenštejna zde dal vybudovat zámeckou kapli sv. Anny. Na přelomu 18. století a 19. století pak byla u zámku postavena pro pobavení zámeckých úředníků střelnice a kuželna.
V průběhu 19. století pak další hospodářské objekty tvořící tzv. druhý zámecký dvůr. Na zámku byly provedeny i vnitřní úpravy při adaptacích úřednických bytů a kanceláří. Ke konci 19. století byl opraven zámecký most a kašna. Tou dobou sídlil na zámku vrchnostenský lesní úřad a správa statků mj. i pro velkostatek Kolštejn (dnešní Branná).

## Současnost
V současné době je zámek v soukromém vlastnictví.